# The Gorgeous Hussy
The Gorgeous Hussy is een Amerikaanse dramafilm uit 1936 onder regie van Clarence Brown. Het scenario is losjes gebaseerd op de petticoataffaire, die de regering van president Andrew Jackson aan het wankelen bracht.

## Verhaal
Majoor William O'Neal heeft een herberg in Washington, waar vaak hooggeplaatste bewindslieden over de vloer komen. Zijn pientere, vrijgevochten dochter Peggy heeft er veel bekijks. Ze kan het goed vinden met politici als Andrew Jackson en Daniel Webster. Peggy is zelf verliefd op John Randolph, een plantage-eigenaar en senator uit Virginia. Hij ziet haar alleen maar als een knap gezichtje. Ze trouwt uiteindelijk met een zeeman, maar haar echtgenoot sterft kort na de bruiloft. In 1828 wordt Andrew Jackson verkozen tot president van de Verenigde Staten. Zijn vrouw Rachel vraagt Peggy op haar sterfbed om goed te zorgen voor haar man. Al spoedig doet in de hoofdstad het gerucht de ronde dat de president een verhouding heeft met de jonge weduwe van bescheiden komaf. Op een bal ontmoet ze John Randolph opnieuw. Het op handen zijnde conflict met de zuidelijke staten staat hun liefde in de weg. Kort daarna trouwt Peggy met John Eaton, die als minister van oorlog dient onder president Jackson. Ze reizen later samen naar Spanje, als haar man er als speciaal gezant wordt aangesteld. Zo weten ze te ontsnappen aan de roddelpraat van Washington.

## Rolverdeling
| Acteur             | Personage            |
| ------------------ | -------------------- |
| Joan Crawford      | Peggy Eaton          |
| Robert Taylor      | John B. Timberlake   |
| Lionel Barrymore   | Andrew Jackson       |
| Franchot Tone      | John Eaton           |
| Melvyn Douglas     | John Randolph        |
| James Stewart      | Roderick Dow         |
| Alison Skipworth   | Mevrouw Beall        |
| Beulah Bondi       | Rachel Jackson       |
| Louis Calhern      | Sunderland           |
| Melville Cooper    | Cuthbert             |
| Sidney Toler       | Daniel Webster       |
| Gene Lockhart      | William O'Neal       |
| Clara Blandick     | Louisa Abbot         |
| Frank Conroy       | John Calhoun         |
| Nydia Westman      | Maybelle             |
| Willard Robertson  | Samuel D. Ingham     |
| Charles Trowbridge | Martin Van Buren     |
| Rubye De Remer     | Mevrouw Bellamy      |
| Betty Blythe       | Mevrouw Wainwright   |
| Zeffie Tilbury     | Mevrouw Daniel Beall |

## Prijzen en nominaties
| Jaar | Prijs  | Categorie                | Genomineerde(n)  | Uitslag     |
| ---- | ------ | ------------------------ | ---------------- | ----------- |
| 1937 | Oscars | Beste vrouwelijke bijrol | Beulah Bondi     | Genomineerd |
| 1937 | Oscars | Beste camerawerk         | George J. Folsey | Genomineerd |